# بنیاد هنری پولیتزر
بنیاد هنری پولیتزر (انگلیسی: Pulitzer Arts Foundation) یک موزه هنری در سنت لوئیس، میزوری است که نمایشگاه‌های ویژه و برنامه‌های عمومی را نمایش می‌دهد. این مکان به‌طور غیررسمی به نام «پولیتزر» شناخته می‌شود و در ۳۷۱۶ بلوار واشینگتن قرار دارد. ساختمان آن توسط معمار ژاپنی دارای شهرت جهانی، تادائو آندو طراحی شده است. هزینهٔ ورودی موزه رایگان است.

## تاریخچه
بنیاد هنری پولیتزر در سال ۲۰۰۱ به‌دست امیلی راو پولیتزر بنیان نهاده شد. او در کنار همسرش جوزف پولیتزر جونیور، به دنبال ایجاد فضایی برای نمایش آثار مجموعهٔ هنری شخصی‌شان بودند. خانواده پولیتزر در اوایل دههٔ ۹۰ میلادی به تادائو آندو سفارش دادند که یک کارخانهٔ خودروسازی و نمایشگاه رهاشده در مرکز شهر سنت لوئیس را بازسازی کند. در حین طراحی نگارخانهٔ پولیتزر، جوزف جونیور به دلیل سرطان رودهٔ بزرگ درگذشت و پروژه محقق نشد. امیلی راو پولیتزر بعداً دوباره به آندو نزدیک شد و نخستین ساختمان عمومی مستقل این معمار در ایالات متحدهٔ آمریکا را سفارش داد.
نمایشگاه افتتاحیه منتخبی از آثار مجموعه خصوصی پولیتزرها، از جمله آثار هنری روی لیکتنستاین، کلود مونه، پابلو پیکاسو، مارک روتکو، کیکی اسمیت و اندی وارهول را به نمایش گذاشت. با آغاز دومین نمایشگاه، آثار منتخب الزورث کلی از مجموعه‌های سنت لوئیس، پولیتزر دامنهٔ نمایشگاه‌های خود را گسترش داد تا آثاری خارج از مجموعهٔ خصوصی خانوادگی‌شان را نیز دربر گیرد، و این عامل هدایت‌کنندهٔ نمایش‌های بعدی‌شان بود.
بنیاد هنری پولیتزر نمایشگاه‌های سرشماری از جمله نمایش‌های گروهی هنر مینیمالیسم، هنر بودایی، استادان قدیم و زمینه‌های مدرن و همچنین نمایش‌های انفرادی از هنرمندانی مانند دن فلی‌وین، ان همیلتون، گوردون ماتا-کلارک، ریچارد سرا، هیروشی سوگیموتو، و دیگر هنرمندان را به نمایش گذاشته است. آثار در پولیتزر بدون برچسب دیوار نصب می‌شوند تا رویارویی بدون واسطه با هنر را تشویق کنند.

## ساختمان
بنیاد هنری پولیتزر در اکتبر ۲۰۰۱ پس از چهار سال ساخت و ساز و نزدیک به ده سال طرح‌ریزی تکمیل شد. بنیاد هنری پولیتزر نخستین ساختمان عمومی در ایالات متحده بود که توسط تادائو آندو، معمار ژاپنی برندهٔ جایزه معماری پریتزکر در سال ۱۹۹۵ طراحی شد. از جمله شناسه‌های ساختمان، می‌توان به توجه دیرینهٔ آندو به عناصر طبیعی مانند نور و آب و به‌کارگیری خاص او از بتن اشاره کرد. فرم‌های بتن که شامل ساختمان می‌شود در طول مدت چهارسال ساخت‌وساز بر سایت گذاشته شدند و در ساخت آن از فن‌های پیشرفته‌ای استفاده شد که در آن زمان در آمریکا مرسوم نبود. این ساختمان به عنوان «محیطی آرام برای تأمل در هنر و کمکی به احیای منظر شهری سنت لوئیس» توصیف شده است.
در ژوئن ۲۰۱۴، ساختمان تحت پروژهٔ گسترش قرار گرفت که در آن فضای انبار و اداری در سطح پایینی بازسازی شد تا دو نگارخانهٔ عمومی نو ایجاد شود. پولیتزر پس از مشورت با آندو و دفترش، فضای عمومی ساختمان را از ۶٬۸۰۰ فوت مربع به ۱۰٬۴۰۰ فوت مربع افزایش داد. ساختمان در ۱ مه ۲۰۱۵ همراه با سه نمایشگاه انفرادی همزمان از هنرمندان الکساندر کالدر، فرد سندبک و ریچارد تاتل بازگشایی شد.